# جيفرسون بانكروفت
جيفرسون بانكروفت هو سياسي أمريكي، ولد في 30 أبريل 1803، وتوفي في 3 يناير 1890. نشط حزبياً في حزب اليمين. وقد انتخب عضو مجلس نواب ماساتشوستس ‏.